# Užovka sedmipruhá
Užovka sedmipruhá (Regina septemvittata) je druh hada z čeledi užovkovití (Colubridae) a rodu užovka (Natrix). Druh popsal Say v roce 1825. Je to zvíře nearktické oblasti, vyskytuje se ve Spojených státech amerických a Kanadě. Měří 34 až 92,2 cm, samice jsou větší než samci. Dle Mezinárodního svazu ochrany přírody jde o málo dotčený druh se stabilní populací.

## Výskyt
Užovka sedmipruhá je zvířetem nearktické oblasti. Vyskytuje se v Kanadě a Spojených státech amerických od Velkých kanadských jezer až po oblast Mexického zálivu, západně až po Missouri a Arkansas. Obývají především oblasti obydlené raky.
K životu dává přednost čistým sladkým tekoucím vodám, žije však rovněž u stojatých vod, jako jsou jezera, někdy se pohybuje i dále u vody. Znečištěným oblastem se vyhýbá, patrně také proto, že se ve znečištěné vodě nevyskytují raci. Obývá zalesněné i otevřené oblasti. Jako doupě může sloužit například opuštěná nora nebo skalní rozsedliny. S oblibou se vyhřívá na větvích visících nad vodou.

## Popis
Užovka sedmipruhá měří 34 až 92,2 cm, samice bývají větší než samci, avšak obě pohlaví jsou si podobná. Tělo je štíhlé. Zbarvení se může pohybovat od šedé přes nahnědlou až po olivovou barvu. Přes hřbet se táhnou tři nevýrazné hnědé pruhy, břicho je nažloutlé, se čtyřmi hnědými pruhy. Pruhy na spodní části těla se sbíhají u ocasu. Na rozdíl od užovek rodu Thamnophis má tento druh rozdělený kloakální štítek.
Užovka sedmipruhá se orientuje především pomocí čichu a dovede vnímat také vibrace.

## Chování

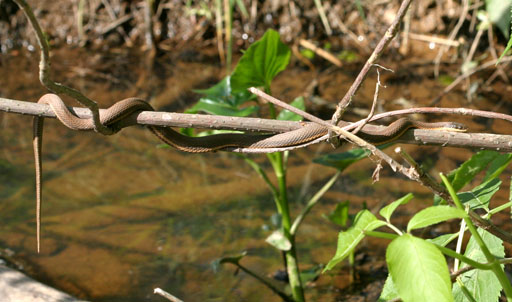
Užovka sedmipruhá visící z větve nad vodou

Užovka sedmipruhá je samotářsky žijící had, vyhledávající společnost pouze v období rozmnožování. Páření probíhá jednou ročně, obvykle na jaře. Samice jsou vejcoživorodé a v srpnu až září rodí nejčastěji 10 až 12 mláďat, o která se po narození dále nestarají. Mladé užovky dosáhnou pohlavní dospělosti po 2 letech, délka života ve volné přírodě není známa. Druh je denní, někdy též soumračný, den tráví z velké části sluněním se na kamenech, často ve společnosti užovek mokasínových (Nerodia sipedon). Velikost teritoria není známa.
Potravu tvoří převážně raci, přičemž užovky preferují ty čerstvě svléklé z krunýřů, pojídají také ryby a pulce.

## Ohrožení
Nebezpečí tomuto druhu hrozí převážně v severních a okrajových částech jeho areálu výskytu. Mezi největší hrozby lze přičítat úbytek raků kvůli znečištěnému prostředí a vysoušení mokřadů. Vzhledem k rozsáhlému areálu výskytu a velké populaci je však užovka sedmipruhá řazena jako málo dotčený druh. Ve svém areálu výskytu není zvlášť chráněna, státní ochrany se druhu dostává pouze v Georgii. Obývá nicméně řadu chráněných území.
Mezi přirozené nepřátele patří dravé ryby, velcí skokani, hadi, volavkovití (Ardeidae), jestřábovití (Accipitridae), norek americký (Neovison vison), mýval severní (Procyon lotor) a vydra severoamerická (Lontra canadensis).